# Karakuri

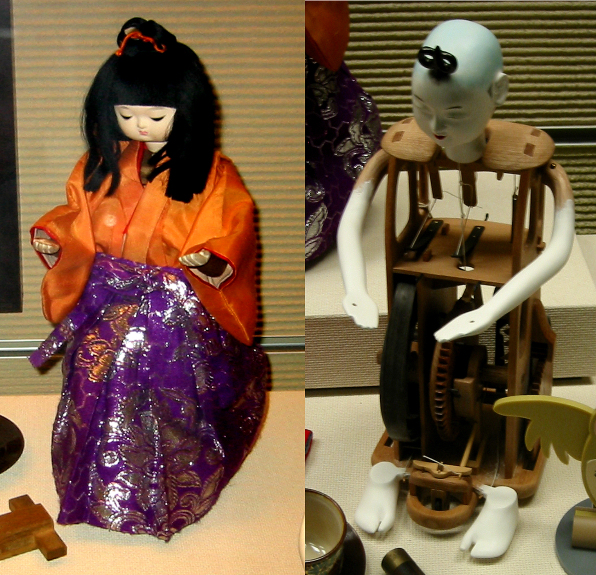
Karakuri japonés.

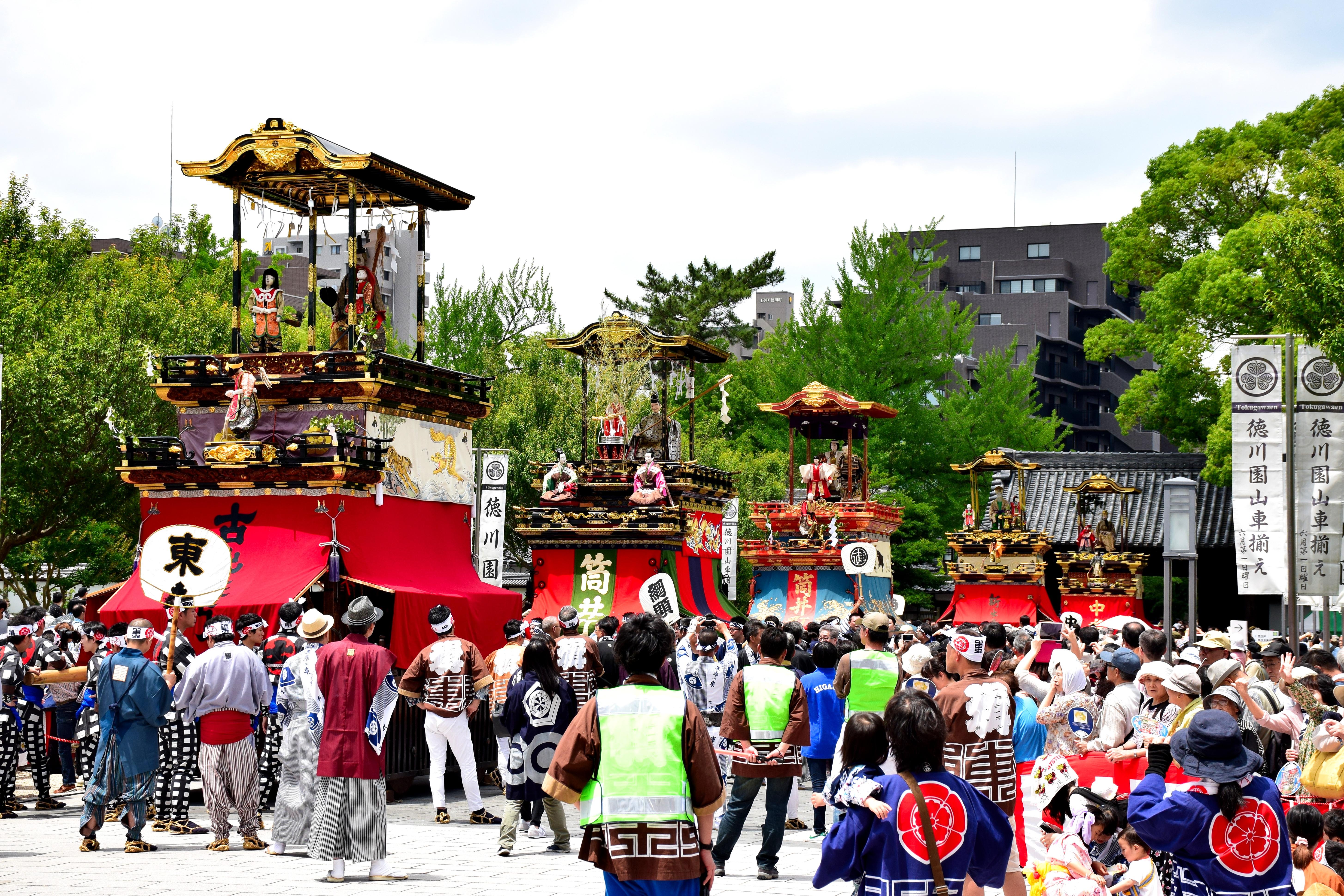
Dashi karakuri, Tsutsui-chō/Dekimachi Tennōsai, Nagoya.

Karakuri es un tipo de autómata hecho de madera, que tuvo su mayor apogeo en el Japón de los siglos XVIII y XIX. Tienen especial trascendencia debido a su complejidad.
Eran llamados “karakuri”, que se podría traducir como “aparatos mecánicos para producir la sorpresa en una persona”. Se distinguían tres tipos de figuras: 
- Las “Butai Karakuri” usados en el teatro.
- Las “Zashiki Karakuri” más pequeñas y con las que se jugaba en las habitaciones.
- Las “Dashi Karakuri” que se utilizaban en las festividades religiosas.

Su mayor tarea era la representación de mitos y leyendas tradicionales a través de sus movimientos, aunque existían de todo tipo como algunos que servían el té o lanzaban flechas con un arco.
Actualmente se conserva, entre muchos de ellos, un karakuri de 160 años de antigüedad, creado por el fundador de Toshiba. Este karakuri es capaz de escribir hasta cuatro caracteres distintos.
También se conserva el karakuri que toma flechas, apunta y dispara, con casi 200 años de antigüedad.

## Karakuri en la industria
Karakuri es el uso de mecanismos exclusivamente mecánicos en lugar de dispositivos eléctricos, neumáticos o hidráulicos para la automatización de ciertas partes de los procesos industriales. Dentro del lean manufacturing, se relaciona con dispositivos mecánicos que mejoran el desempeño del sistema.